# Clieben

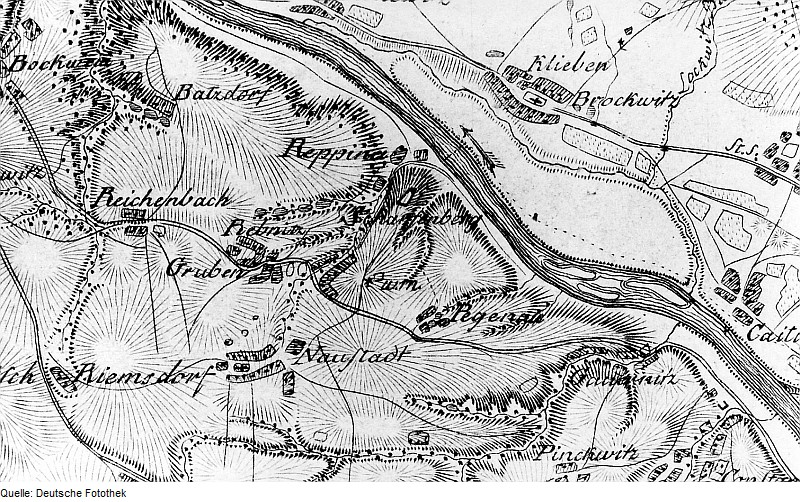
„Klieben“ nebst Brockwitz auf einer Karte aus der Zeit des Siebenjährigen Krieges

Clieben ist ein in der gleichnamigen Gemarkung gelegenes Dorf in Coswig im Landkreis Meißen in Sachsen.

## Geographie
Clieben befindet sich im Westen des Coswiger Stadtgebiets. Die Gemarkung gehört zum Ortsteil Brockwitz und grenzt im Westen und Norden an Sörnewitz und im Osten an die Gemarkung Brockwitz. Südlich benachbart liegt die Ortschaft Scharfenberg der Gemeinde Klipphausen. 
Das Dorf Clieben liegt am Elbufer im nordwestlichen Teil des Elbtalkessels, die Gemarkung wird auch vom aus Richtung Moritzburg kommenden Lockwitzbach durchflossen. Im Zentrum der Flur blieb der Dorfkern in Form eines Straßendorfs erhalten. Er geht nach Osten direkt und ohne erkennbare Grenze in den Dorfkern von Brockwitz über. Nördlich und südlich des Cliebener Dorfkerns schließen sich landwirtschaftlich und gärtnerisch genutzte Flächen an.

## Geschichte
Erstmals urkundlich erwähnt wurde Clieben im Jahre 1205, als Markgraf Dietrich der Bedrängte das Dorf „Clewan“ und seine Nachbarorte dem Augustiner-Chorherren-Stift St. Afra in Meißen stiftete. Der Ortsname stammt aus dem Altsorbischen und bedeutet „Leute aus den Ställen“. Er wandelte sich im Laufe der Jahrhunderte unter anderem über die Formen „Klebin“, „Klieben“ und „Cleue“ hin zur heutigen Bezeichnung. 
Auf der 98 Hektar (Stand: 1870) großen gewannähnlichen Streifenflur Cliebens betrieben die Einwohner hauptsächlich Ackerbau und Viehzucht, beidseitig entlang der heutigen Cliebener Straße auch Weinbau. Verwaltet wurde Clieben vom Erbamt Meißen. Die Grundherrschaft übten die Herren des Ritterguts Scharfenberg aus, also Angehörige des Adelsgeschlechts von Miltitz. Sie hatten 1403 erste Anteile des Dorfes erhalten. Eingepfarrt war und ist Clieben nach Brockwitz. 
Auf Grundlage der Landgemeindeordnung von 1838 wurde Clieben zum Ortsteil der neugebildeten Landgemeinde „Brockwitz mit Clieben“. Mit dieser ging Clieben am 1. Juli 1950 durch eine Eingemeindung in Coswig auf.

### Einwohnerentwicklung
| Jahr | Einwohner                    |
| ---- | ---------------------------- |
| 1547 | 6 besessene Mann, 6 Inwohner |
| 1764 | 7 besessene Mann, 3 Häusler  |
| 1834 | 81                           |
| 1871 | 84                           |
| 1890 | 100                          |
| 1910 | siehe Brockwitz              |